# Viscum multipedunculatum
Viscum multipedunculatum är en sandelträdsväxtart som beskrevs av Paul Lecomte. Viscum multipedunculatum ingår i släktet mistlar, och familjen sandelträdsväxter. Inga underarter finns listade i Catalogue of Life.